# Johann Wilhelm Hönert
Johann Wilhelm Hönert (* 2. Mai 1723 in Bremen; † 20. November 1790 in St. Jürgen, Lilienthal) war ein deutscher Pastor und Kirchenhistoriker. Er weist mit 32 Jahren die längste Amtszeit als Pastor der St.-Jürgens-Kirche in Lilienthal auf und erwarb sich mit umfangreichen Aufzeichnungen über das Gotteshaus und dessen Geschichte außergewöhnliche Verdienste um die Gemeinde.

## Familie
Hönert kam als Sohn des Pastors Johann Benjamin Hönert (1695–1750) und Margarethe Elisabeth Hönert, geborene von Mordeisen, zur Welt. 1750 heiratete er Sophie Catharina Günthersen († 1782). Aus der Ehe gingen sechs Kinder hervor. 1783 ehelichte Hönert seine zweite Frau Maria Elisabeth Rimphoffen († 1822), die Tochter des königlichen Akzisepächters aus Hastedt.

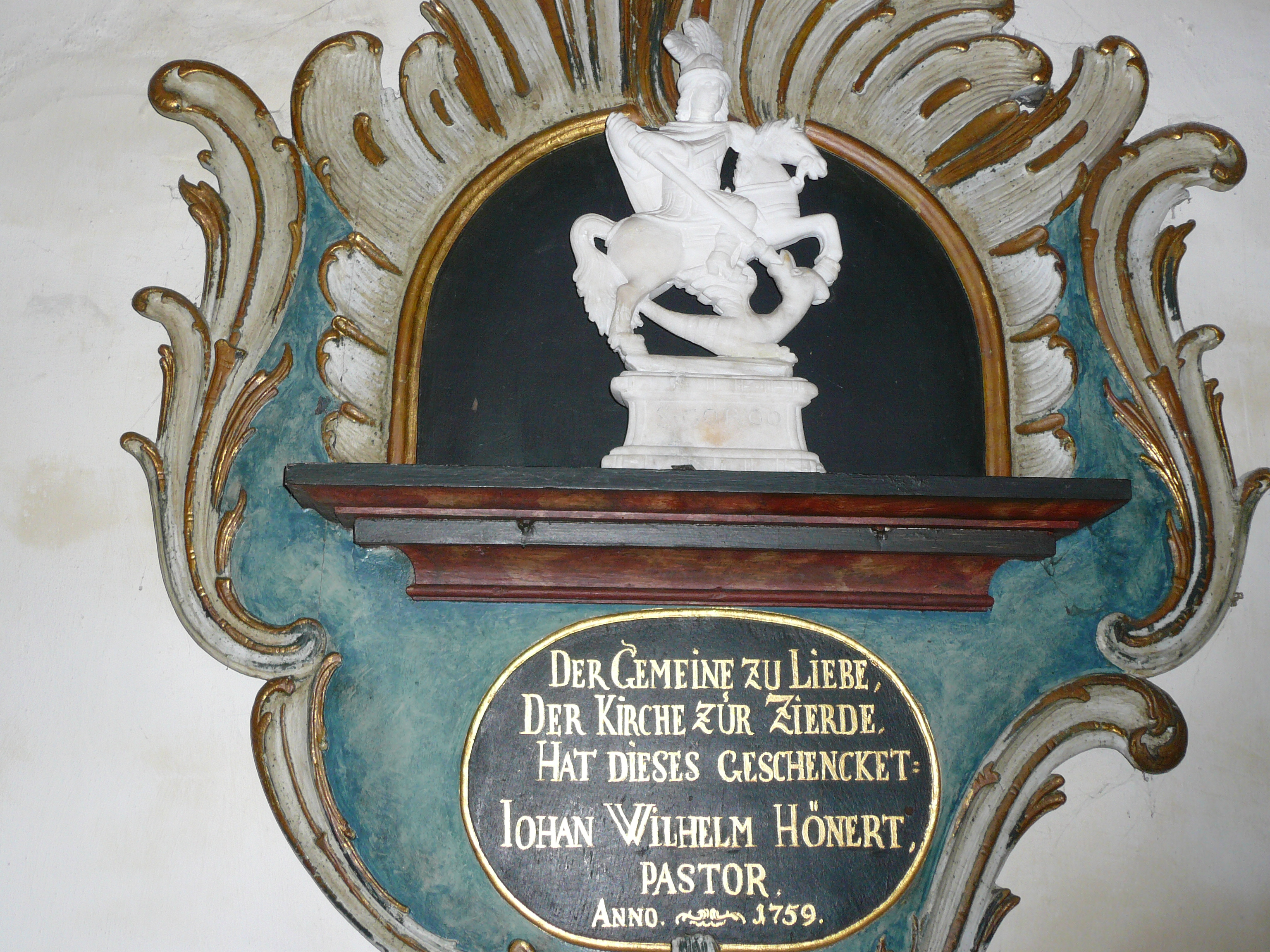
Das Epitaph, das Hönert der Gemeinde als Entschädigung für die Entfernung einer Statue schenkte

## Berufsleben
Hönert besuchte bis zu seinem 14. Lebensjahr die Domschule in Bremen und nach der Versetzung seines Vaters ab 1735 die Stadische Schule in Stade. 1743 nahm er ein Studium an der Universität Jena auf und war als Hauslehrer am gräflichen Hof in Ebersdorf im Vogtland tätig. Sieben Jahre später legte er in Stade sein Examen ab und erhielt im selben Jahr auf Drängen seines Vaters eine Anstellung als Schulrektor in Dorum. Beim Brand des Fleckens 1757 verlor er beinahe sämtliche Habe, unter anderem seine umfangreiche Bibliothek. Man ernannte Hönert übergangsweise zum Pfarrer von Bevern, bevor er am 20. April 1758 seinen Dienst an der St. Jürgens-Kirche antrat – eine Position, die er bis zu seinem Tode innehaben sollte. 1770 studierte er auf Grund seines großen musikalischen Talentes bei einem Bünemann in Hannover.
Als aufgeklärter Mensch interessierte sich Hönert sehr für die Geschichte und dokumentierte unzählige Fakten, Sagen und Anekdoten in seinem Hauptwerk von 1770 sowie in den Kirchenbüchern. Diese Eintragungen dienen noch heute als Hauptquelle über die Gemeinde. Gleichzeitig jedoch stand der Pastor dem Alten und Kultischen sehr abwertend gegenüber und entfernte neben Holzplastiken Heiliger beispielsweise auch ihm unpassend erscheinende Wandmalereien aus dem Kirchenschiff. Hönert galt als sehr naturinteressiert und belesen. Im Jahr 1780 veröffentlichte er im Hannoverschen Magazin einen mit Zeichnungen versehenen Artikel unter dem Titel Etwas vom Fange der wilden Schwimm- und Sumpfvögel als einem besonderen Nahrungszweig im Sanct Jürgenslande, Herzogthum Bremen.

## Werke
- Versuch einer historischen Nachricht vom Kirchspiel Sanct Jürgen oder dem sogenannten Sanct Jürgens-Landes im Herzogthum Bremen. Zirka 1770